# Marathon van Osaka 2016
De Marathon van Osaka 2016 werd gelopen op zondag 31 januari 2016. Het was de 35e editie van deze marathon. Alleen vrouwelijke elitelopers mochten aan de wedstrijd deelnemen.
De Japanse Kayoko Fukushi won de wedstrijd in 2:22.17. Ze had een voorsprong van ruim zes minuten op haar landgenote Misato Horie, die in 2:28.20 over de finish kwam. Risa Takenaka maakte het Japanse podium compleet door in 2:29.14 te finishen.
In totaal liepen 447 atletes de wedstrijd uit.

## Uitslag
| rang   | naam             | land | tijd    |
| ------ | ---------------- | ---- | ------- |
| Goud   | Kayoko Fukushi   | JPN  | 2:22.17 |
| Zilver | Misato Horie     | JPN  | 2:28.20 |
| Brons  | Risa Takenaka    | JPN  | 2:29.14 |
| 4      | Diana Lobacevske | LTU  | 2:30.09 |
| 5      | Risa Shigetomo   | JPN  | 2:30.40 |
| 6      | Misaki Kato      | JPN  | 2:31.04 |
| 7      | Aya Higashimoto  | JPN  | 2:31.28 |
| 8      | Hiroko Miyauchi  | JPN  | 2:32.40 |
| 9      | Hitomi Nakamura  | JPN  | 2:33.23 |
| 10     | Yuka Takemoto    | JPN  | 2:33.29 |
| 11     | Atsede Habtamu   | ETH  | 2:34.34 |
| 12     | Chieko Kido      | JPN  | 2:35.19 |
| 13     | Seong-Eun Kim    | KOR  | 2:36.26 |
| 14     | Saki Tokoro      | JPN  | 2:37.08 |
| 15     | Yuko Watanabe    | JPN  | 2:37.55 |
| 16     | Haruna Horikawa  | JPN  | 2:41.08 |
| 17     | Mitsuko Ino      | JPN  | 2:41.09 |
| 18     | Mizuho Otaru     | JPN  | 2:42.23 |
| 19     | Mayuko Ohata     | JPN  | 2:42.27 |
| 20     | Shoko Mori       | JPN  | 2:42.44 |
| 21     | Aiko Sakata      | JPN  | 2:42.54 |
| 22     | Eri Utsonomiya   | JPN  | 2:45.23 |
| 23     | Chika Tawara     | JPN  | 2:46.07 |
| 24     | Tomomi Matsuoka  | JPN  | 2:47.14 |
| 25     | Chihiro Tanaka   | JPN  | 2:47.40 |

1982 ·
1983 ·
1984 ·
1985 ·
1986 ·
1987 ·
1988 ·
1989 ·
1990 ·
1991 ·
1992 ·
1993 ·
1994 ·
1995 ·
1996 ·
1997 ·
1998 ·
1999 ·
2000 ·
2001 ·
2002 ·
2003 ·
2004 ·
2005 ·
2006 ·
2007 ·
2008 ·
2009 ·
2010 ·
2011 · 
2012 ·
2013 ·
2014 ·
2015 ·
2016 ·
2017